# Neuwied
Neuwied – miasto powiatowe w zachodniej części Niemiec, w kraju związkowym Nadrenia-Palatynat, siedziba powiatu Neuwied. Leży przy ujściu rzeki Wied do Renu.
W mieście rozwinął się przemysł maszynowy, papierniczy oraz chemiczny.

## Współpraca
Miejscowości partnerskie:
- Beverwijk, Holandia
- Bromley, Wielka Brytania
- Derom ha-Szaron, Izrael
- Güstrow, Meklemburgia-Pomorze Przednie
- Kinyamakara, Rwanda
- Suqian, Chińska Republika Ludowa

## Galeria

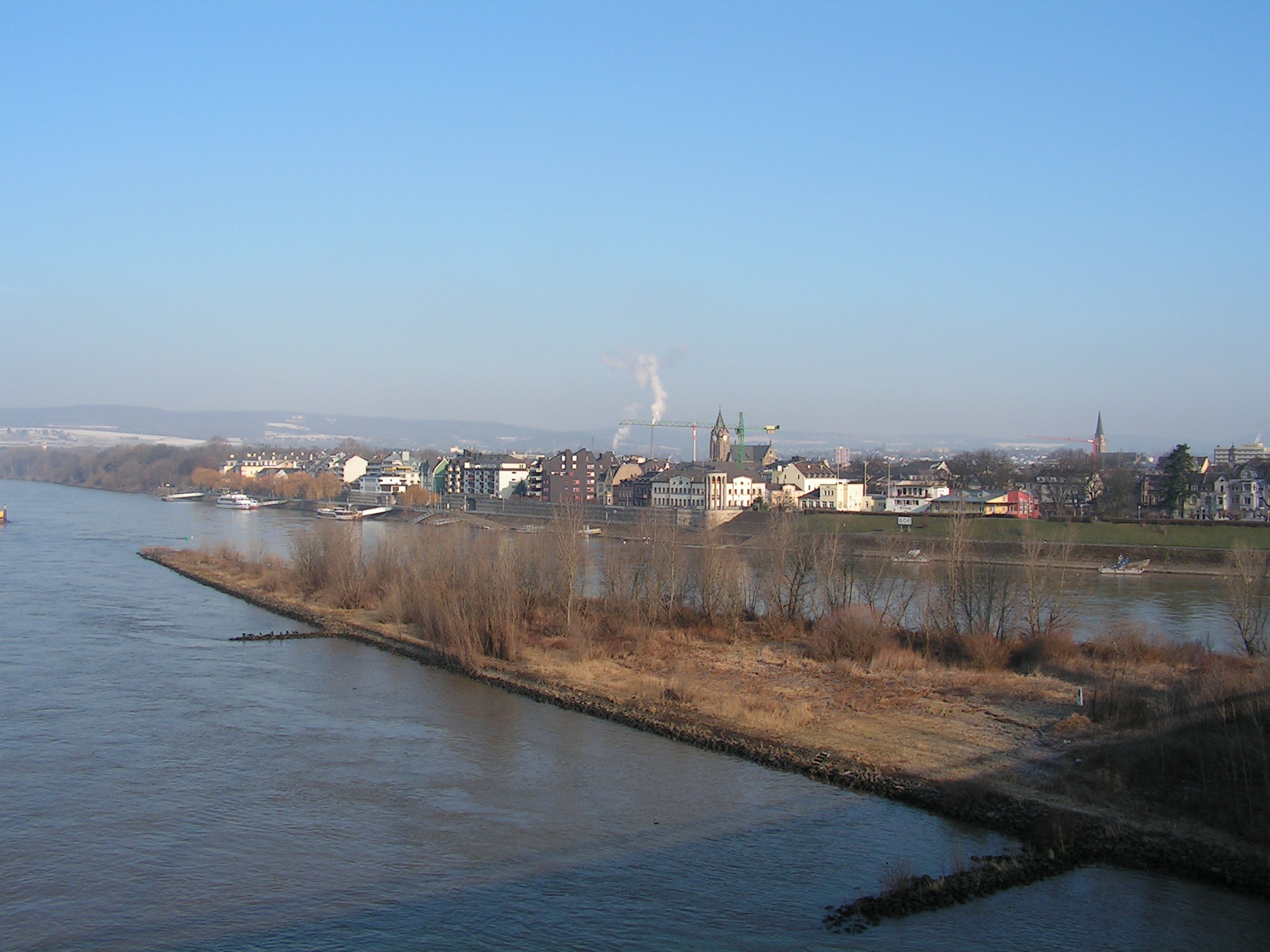
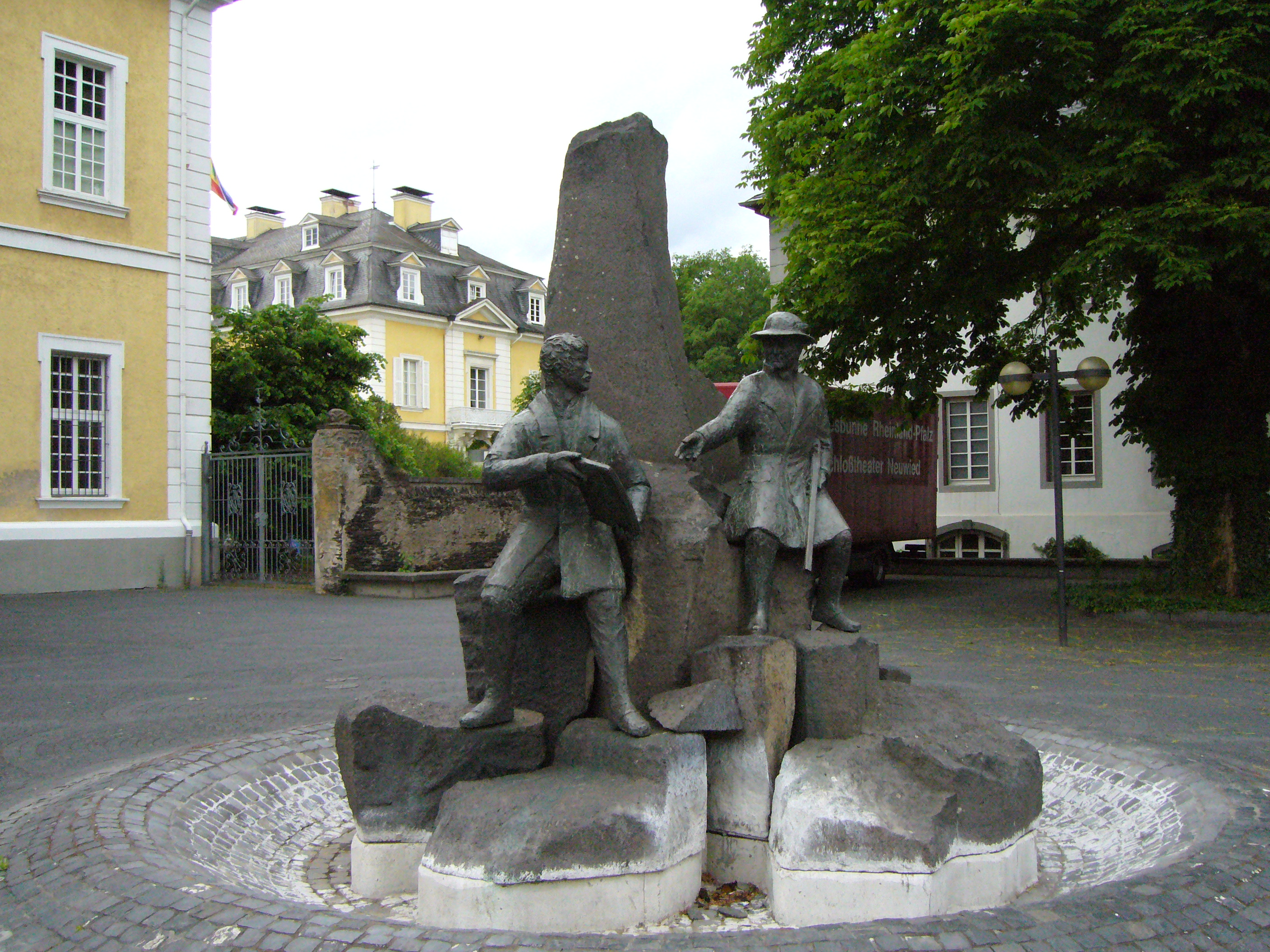
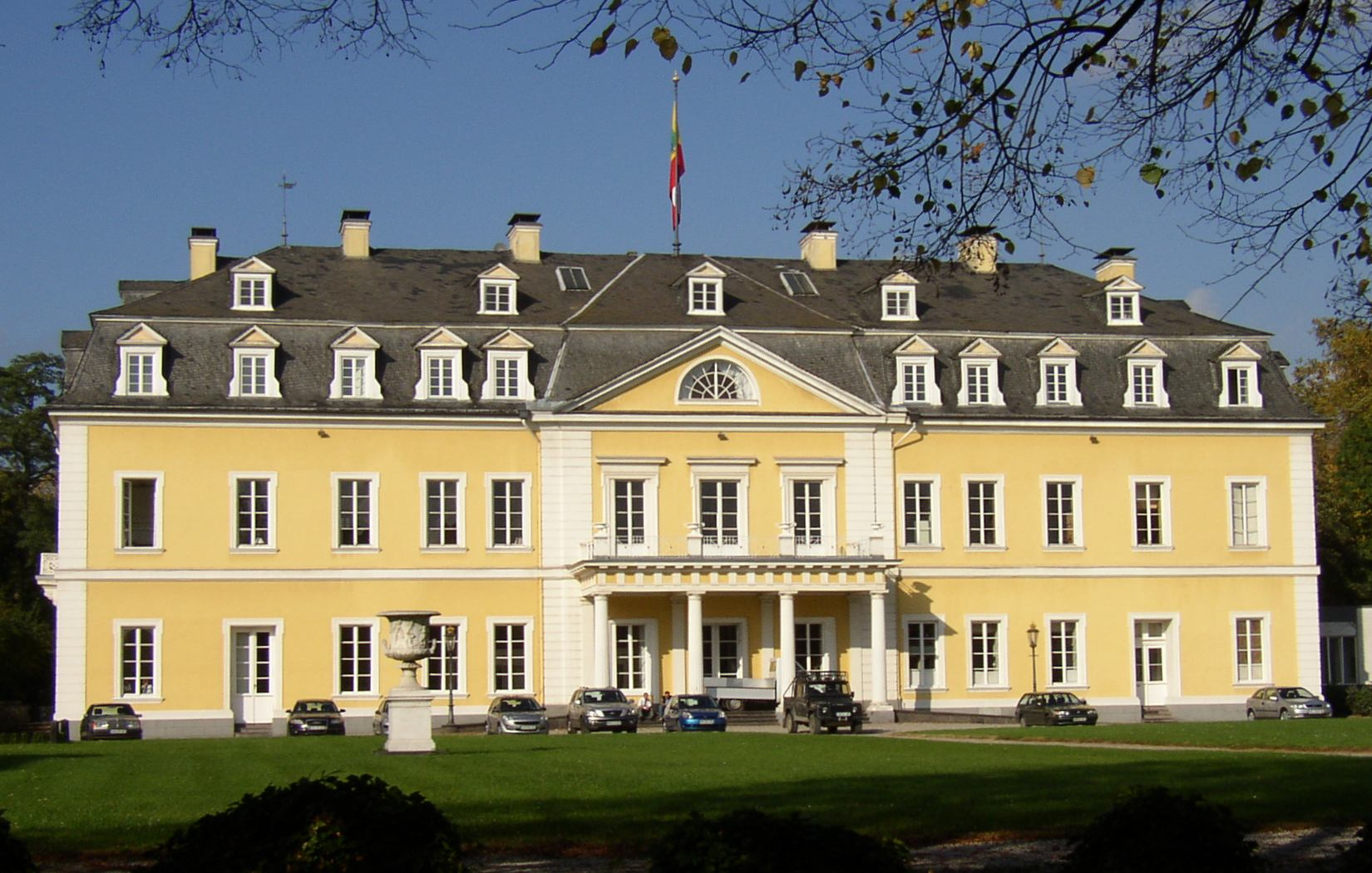